# Недроу (Нью-Йорк)
Недроу (англ. Nedrow) — переписна місцевість (CDP) в США, в окрузі Онондага штату Нью-Йорк. Населення — 2095 осіб (2020).

## Географія
Недроу розташований за координатами 42°58′41″ пн. ш. 76°8′30″ зх. д. / 42.97806° пн. ш. 76.14167° зх. д. (42.978021, -76.141706).  За даними Бюро перепису населення США в 2010 році переписна місцевість мала площу 2,48 км², уся площа — суходіл.

## Демографія
Згідно з переписом 2010 року, у переписній місцевості мешкали 2244 особи в 883 домогосподарствах у складі 579 родин. Густота населення становила 903 особи/км².  Було 926 помешкань (373/км²).
Расовий склад населення:
| - 78,2 % — білих - 9,5 % — чорних або афроамериканців - 7,6 % — корінних американців - 0,6 % — азіатів - 0,1 % — вихідців з тихоокеанських островів |

До двох чи більше рас належало 3,7 %. Частка іспаномовних становила 2,9 % від усіх жителів.
За віковим діапазоном населення розподілялося таким чином: 24,6 % — особи молодші 18 років, 61,8 % — особи у віці 18—64 років, 13,6 % — особи у віці 65 років та старші. Медіана віку мешканця становила 39,5 року. На 100 осіб жіночої статі у переписній місцевості припадало 91,6 чоловіків;  на 100 жінок у віці від 18 років та старших — 89,1 чоловіків також старших 18 років.
Середній дохід на одне домашнє господарство  становив 65 409 доларів США (медіана — 51 944), а середній дохід на одну сім'ю — 74 544 долари (медіана — 66 513). Медіана доходів становила 40 069 доларів для чоловіків та 35 398 доларів для жінок. За межею бідності перебувало 12,0 % осіб, у тому числі 24,2 % дітей у віці до 18 років та 9,8 % осіб у віці 65 років та старших.
Цивільне працевлаштоване населення становило 1159 осіб. Основні галузі зайнятості: освіта, охорона здоров'я та соціальна допомога — 24,8 %, мистецтво, розваги та відпочинок — 14,9 %, фінанси, страхування та нерухомість — 10,2 %, роздрібна торгівля — 10,0 %.